# قله بلک (پوخوریه)
قله بلک (به لاتین: Black Peak) یک کوه در اسلوونی است که ۱۵۴۳ متر ارتفاع دارد.